# 久保木寿江
久保木 寿江（くぼき ひさえ、1971年5月15日 - ）は、日本の元女子プロレスラー。身長168cm、体重70kg、血液型A型。茨城県潮来市出身。

## 経歴・戦歴
1989年
- 12月6日、栃木・真岡市民体育館において、対山元真由美戦でデビュー。
- その後プロレスは引退している。

## 得意技
- アトミックドロップ